# Mac Defender
Mac Defender (noto anche come Mac Protector, Mac Security e Mac Guard) è un malware mascherato da un programma antivirus che gira su computer con macOS. Le prime "indiscrezioni" di tale software sono emerse nel maggio 2011. Il software è stato descritto come la prima minaccia assoluta malware per la piattaforma Macintosh.